# Oranka (rzeka)
Oranka (lt. Varėnė) − rzeka o długości 48 km w południowo-wschodniej Litwie, dopływ Mereczanki.